# Lactarius blennius
Lactarius blennius là một loài nấm có kích thước vừa tìm thấy phổ biến trong các khu rừng sồi ở châu Âu, nơi loài nấm này sống bám vào, đặc biệt là trên gốc dẻ gai châu Âu (mặc dù loài nấm này cũng sống trên gốc các loại cây khác). Loài nấm này được mô tả lần đầu tiên bởi Elias Magnus Fries.
Mặc dù màu sắc và kích thước của loài nấm này đa dạng, loài nấm này nổi bật bởi đặc tính nhớt khi ướt và tiết nhiều mủ. Loài nấm này đã là chủ đề của một số nghiên cứu hóa học, và nó có thể được sử dụng để sản xuất chất nhuộm và blennin. Các chất blennin, một số trong đó đã cho thấy tiềm năng ứng dụng y tế, có nguồn gốc từ lactarane, một hóa chất có tên như vậy vì liên kết của chúng với Lactarius. Loài nấm này con người có thể ăn được hay không vẫn đang là vấn đề tranh cãi giữa các nhà nghiên cứu nấm.